# 샌프란시스코 실스 (야구)
샌프란시스코 실스(San Francisco Seals)는 미국 캘리포니아주 샌프란시스코를 연고지로 했던 마이너 리그 베이스볼 팀으로, 1903년부터 1957년까지 퍼시픽 코스트 리그에 속해 있었다. 팀 명칭은 샌프란시스코 베이 에어리어에 있는 풍부한 캘리포니아바다사자와 점박이물범에서 유래했다.

## 역대 주요 선수
- 얼 에이버릴
- 프랭키 크로세티
- 조 디마지오
- 빈스 디마지오
- 버트 엘리슨
- 레프티 고메즈
- 앨비 피어슨
- 베이브 피넬리
- 폴 워너
- 벅 위버
- 진 우들링
- 페리스 페인